# Galilaei (cráter)
Galilaei es un cráter de impacto lunar situado en el Oceanus Procellarum occidental. A cierta distancia hacia el sureste aparece el cráter Reiner, mientras que al sursudoeste se halla Cavalerius. Al noreste del cráter se localiza una grieta con unos marcados meandros denominada Rima Galilaei. Hacia el sureste se ubica la inusual formación Reiner Gamma, un remolino lunar formado por el material de distintos tonos procedente de un sistema de marcas radiales.
Se trata de un cráter relativamente sencillo, con un borde afilado que tiene un albedo más alto que el mar circundante. Las paredes interiores descienden hacia el piso interior, convergiendo prácticamente en su centro.
A unos 40 kilómetros al sur se encuentra el lugar de aterrizaje de la sonda robótica Luna 9, el primer vehículo en realizar un aterrizaje controlado en la superficie lunar.
A pesar de ser la primera persona en publicar la observación astronómica de la Luna con un telescopio, a Galileo Galilei solo se le conmemora con esta modesta formación.
Inicialmente, el nombre Galilaeus había sido aplicado por Giovanni Battista Riccioli, un jesuita italiano que produjo uno de los primeros mapas detallados de la Luna en 1651, con un elemento cercano grande y brillante (ahora conocido como Reiner Gamma, pero que por entonces se desconocía que no fuese un cráter). El nombre fue modificado por Johann Heinrich von Mädler en su influyente Mappa Selenographica, publicado en colaboración con Wilhelm Beer en cuatro partes entre 1834 y 1836. El motivo de Mädler para este cambio fue el hecho de que su mapa lunar no designaba elementos de albedo característico (como el remolino Reiner Gamma), lo que le obligó a transferir el nombre de Galileo a un cráter cercano insignificante.

## Cráteres satélite
Por convención estos elementos son identificados en los mapas lunares poniendo la letra en el lado del punto medio del cráter que está más cerca de Galilaei.
|          | \| Galilaei \| Coordenadas \| Diámetro \| \| -------- \| ----------------------------- \| -------- \| \| A \| 11°42′N 62°54′O / 11.7, -62.9 \| 11 km \| \| B \| 11°24′N 67°36′O / 11.4, -67.6 \| 15 km \| \| D \| 8°42′N 62°42′O / 8.7, -62.7 \| 1 km \| \| E \| 14°00′N 61°48′O / 14.0, -61.8 \| 7 km \| \| F \| 12°18′N 66°12′O / 12.3, -66.2 \| 3 km \| \| G \| 12°42′N 67°06′O / 12.7, -67.1 \| 1 km \| \| H \| 11°30′N 68°42′O / 11.5, -68.7 \| 7 km \| \| J \| 13°00′N 61°54′O / 13.0, -61.9 \| 4 km \| \| K \| 13°00′N 62°42′O / 13.0, -62.7 \| 3 km \| \| L \| 13°12′N 58°30′O / 13.2, -58.5 \| 3 km \| \| M \| 13°18′N 56°48′O / 13.3, -56.8 \| 3 km \| \| S \| 15°24′N 64°42′O / 15.4, -64.7 \| 2 km \| \| T \| 16°12′N 61°24′O / 16.2, -61.4 \| 2 km \| \| V \| 17°06′N 60°18′O / 17.1, -60.3 \| 3 km \| \| W \| 17°48′N 60°30′O / 17.8, -60.5 \| 4 km \| |          |
| Galilaei | Coordenadas | Diámetro |
| A        | 11°42′N 62°54′O / 11.7, -62.9 | 11 km    |
| B        | 11°24′N 67°36′O / 11.4, -67.6 | 15 km    |
| D        | 8°42′N 62°42′O / 8.7, -62.7 | 1 km     |
| E        | 14°00′N 61°48′O / 14.0, -61.8 | 7 km     |
| F        | 12°18′N 66°12′O / 12.3, -66.2 | 3 km     |
| G        | 12°42′N 67°06′O / 12.7, -67.1 | 1 km     |
| H        | 11°30′N 68°42′O / 11.5, -68.7 | 7 km     |
| J        | 13°00′N 61°54′O / 13.0, -61.9 | 4 km     |
| K        | 13°00′N 62°42′O / 13.0, -62.7 | 3 km     |
| L        | 13°12′N 58°30′O / 13.2, -58.5 | 3 km     |
| M        | 13°18′N 56°48′O / 13.3, -56.8 | 3 km     |
| S        | 15°24′N 64°42′O / 15.4, -64.7 | 2 km     |
| T        | 16°12′N 61°24′O / 16.2, -61.4 | 2 km     |
| V        | 17°06′N 60°18′O / 17.1, -60.3 | 3 km     |
| W        | 17°48′N 60°30′O / 17.8, -60.5 | 4 km     |